# Albert Thoralf Skolem
‎Albert Thoralf Skolem, norveški matematik, logik in filozof, * 23. maj 1887, Sandsvaer, Buskerud, Norveška, † 23. marec 1963, Oslo, Norveška.
Skolem je študiral matematiko na Univerzi v Kristianiji. Leta 1913 je doktoriral. Od leta 1909 je bil asistent fiziku Kristianu Birkelandu.
Največ se je ukvarjal z matematično logiko. Leta 1933 je dokazal, da za naravna števila ne moremo najti sistema značilnih značilnosti aksiomov. Dokazoval je tudi, da obstaja množica reči, ki ustreza Peanovim aksiomom in ni izomorfna množici naravnih števil {\displaystyle \mathbb {N} }. 

## Dela
- Diophantische Gleichungen (Springer, Berlin 1938),
- Sur la porteé de Löwenheim-Skolem (1938),
- Einige Bemerkungen über die Induktionsschemata in der rekursiven Zahlentheorie (1939),
- Some remarks on recursive arithmetic (1944),
- Bemerkungen zum Komprehensionsaxiom (1957).